# Herman Scholtens

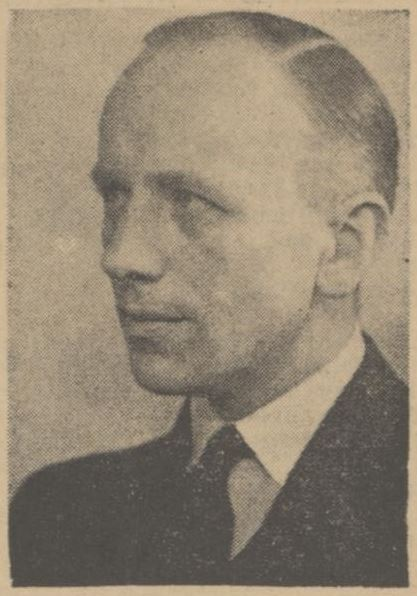
H.W.J. Scholtens

Herman Wijnand Joseph Scholtens (Geertruidenberg, 20 mei 1904 - Beek, 17 maart 1974) was tussen 1940 en 1969 burgemeester van de gemeente Weerselo.

## Levensloop
Hij werd geboren als zoon van Jan Jacobus Scholtens (1866-1944; notaris) en Geertruida Hinderika Bodewes (1866-1927). Als dan nog hoofd van de administratie bij de gemeente Eindhoven werd Herman Scholtens met ingang van 15 juni 1940 door generaal Winkelman benoemd tot burgemeester, en vervolgens op 19 juni geïnstalleerd. Hij kwam te wonen in de burgemeesterswoning, dat op dat moment tevens dienstdeed als gemeentehuis, een los hoes nabij de Stiftskerk in Het Stift. In 1955 kwam er vervolgens een nieuw gemeentehuis, dat Scholtens samen met toenmalig commissaris van de koningin Van der Schueren opende in het centrum van Weerselo.
Vanaf eind 1968 nam L.H.H.R. van Wensen de taken waar, omdat Scholtens al enige tijd ziek was en er een grenswijziging zou plaatsvinden. In 1969 kreeg hij daarna eervol ontslag aangeboden wegens het bereiken van de pensioenleeftijd en werd Wim Schelberg de nieuwe burgemeester. Vier jaar later overleed Herman Scholtens op 69-jarige leeftijd, hij ligt begraven op de begraafplaats van de Heilige Bartholomaeuskerk in Beek. Naar hem is het Burgemeester Scholtensplein in Weerselo vernoemd, waar het in 1955 geopende gemeentehuis aan gelegen is.   	